# Park Narodowy Ranomafana
Park Narodowy Ranomafana – park narodowy położony w środkowo-wschodniej części Madagaskaru, w regionach Haute Matsiatra i Vatovavy-Fitovinany. Zajmuje powierzchnię 41 601 ha.
W 1986 roku na tym obszarze odkryto występowanie zagrożonego gatunku maki złotego. Odkrycie to było motywem do założenia parku w 1991 roku. Cały obszar park obejmuje wilgotny las równikowy. W 2007 roku park został wpisany na listę UNESCO w ramach lasów deszczowych Atsinanana. W parku znajdują się endemiczne i zagrożone gatunki roślin i zwierząt. Przez park przepływa wiele rzek, które są dopływami rzeki Namorona. W parku znajdują się wody uzdrowiskowe, które pozwalają na zabiegi lecznicze.

## Położenie
Przez park przebiegają drogi Route nationale 25 i Route nationale 45. Znajduje się w odległości 60 km na północ od miasta Fianarantsoa oraz 400 na południe od stolicy kraju, Antananarywy. Położony jest na wysokości od 400 do 1417 m n.p.m.

## Flora
Cały obszar park pokrywa wilgotny las równikowy. Przez jego utworzeniem obszar ten był wykorzystywany przez człowieka
. Występuje tutaj wiele gatunków z rodzin toinowatych, wilczomleczowatych, czy marzanowatych. Najczęściej występującymi epifitami są zanokcica gniazdowa oraz storczyki z rodzajów Bulbophyllum, Angraecum, Aeranthes, Aerangis i Jumellea.

## Fauna
Wśród zwierząt żyjących w parku odnotowano 115 gatunków ptaków (między innymi ziemnokraski, brodawniki, czy madagaskarniki), 90 gatunków motyli, 98 gatunków płazów (między innymi gatunek Heterixalus alboguttatus), 62 gatunków gadów (w tym Calumma gastrotaenia) oraz lemury (w tym maki złoty, maki rudy, lemur wełnisty, lemur czerwonobrzuchy, lemur wari, Lepilemur microdon, Cheirogaleus major, Eulemur rufifrons, Hapalemur griseus, Propithecus edwardsi, Prolemur simus czy bardzo rzadko spotykany palczak madagaskarski) i ryby.

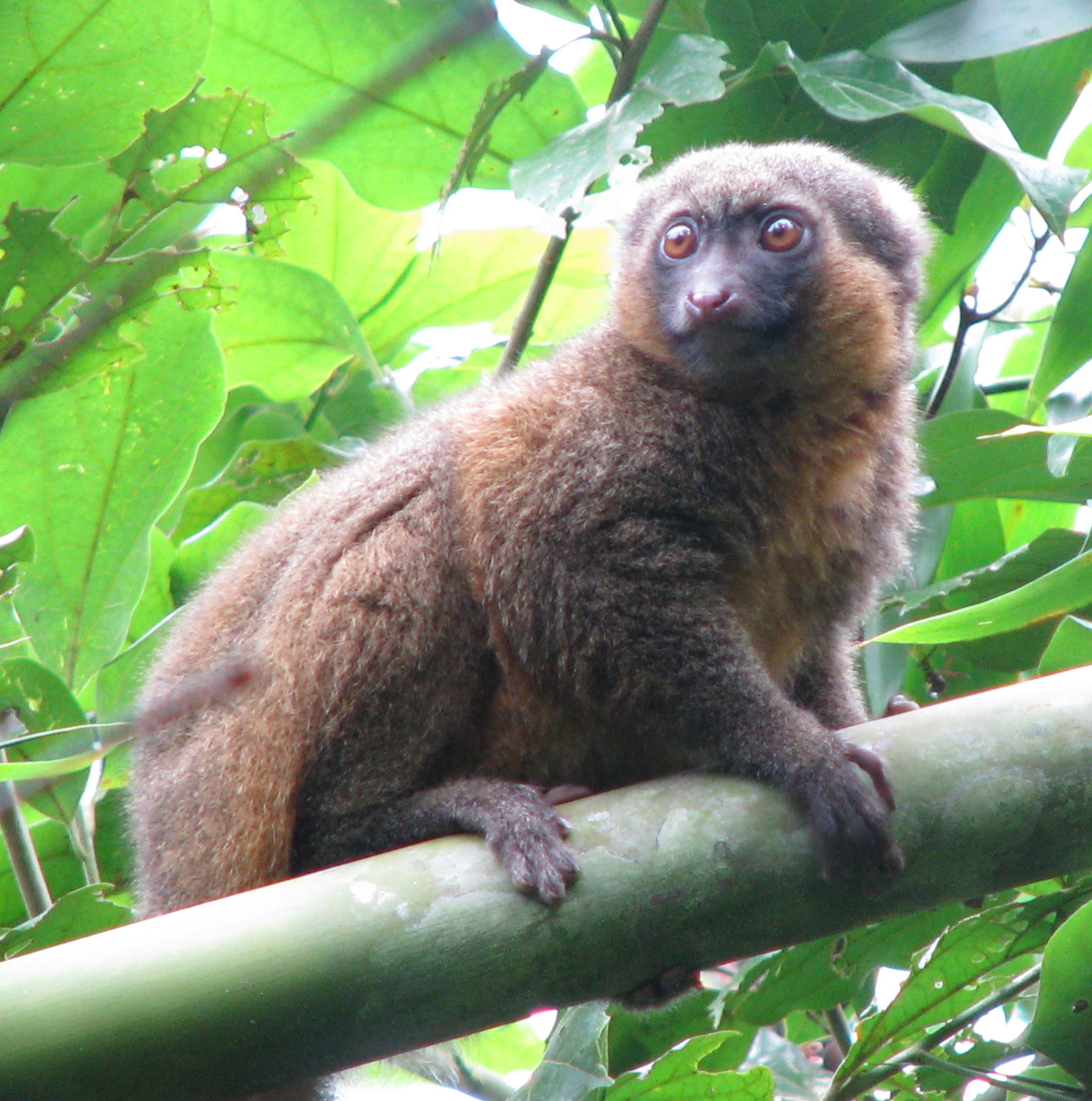
Maki złoty
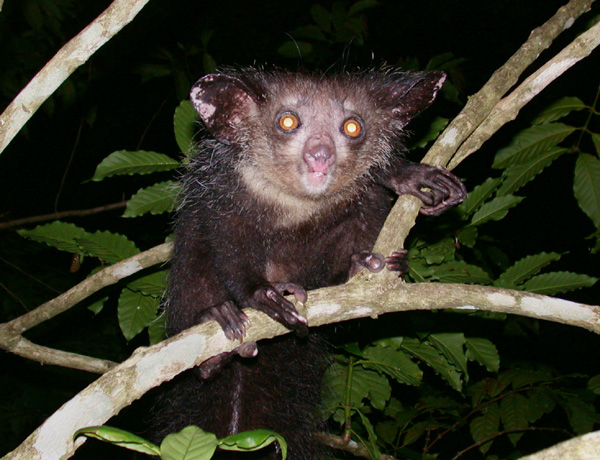
Palczak madagaskarski
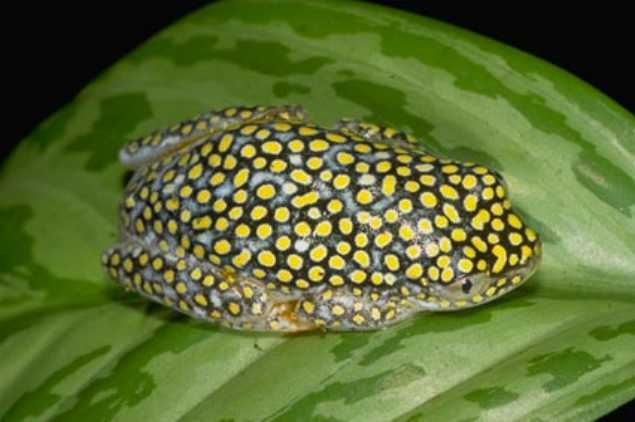
Heterixalus alboguttatus
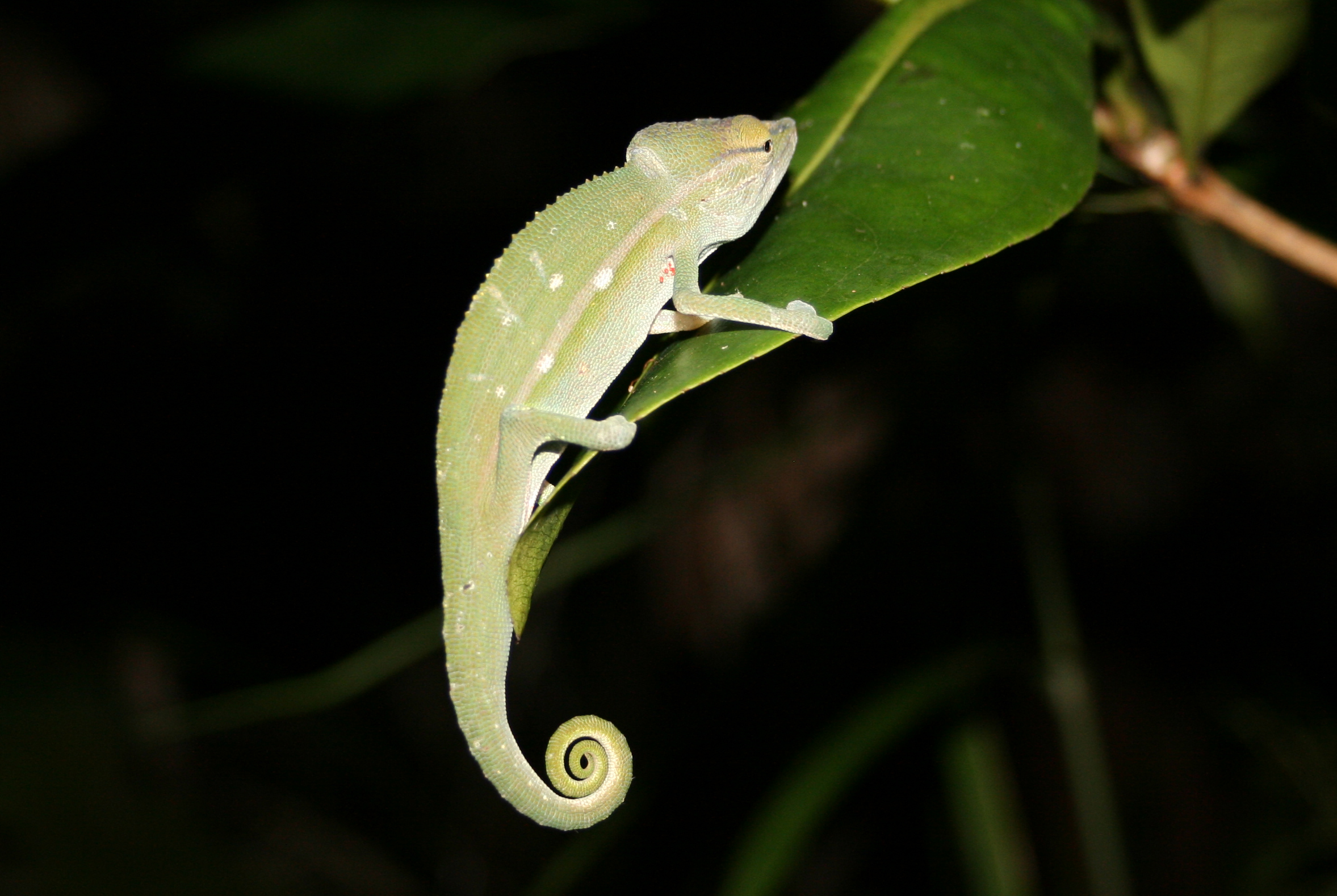
Calumma gastrotaenia
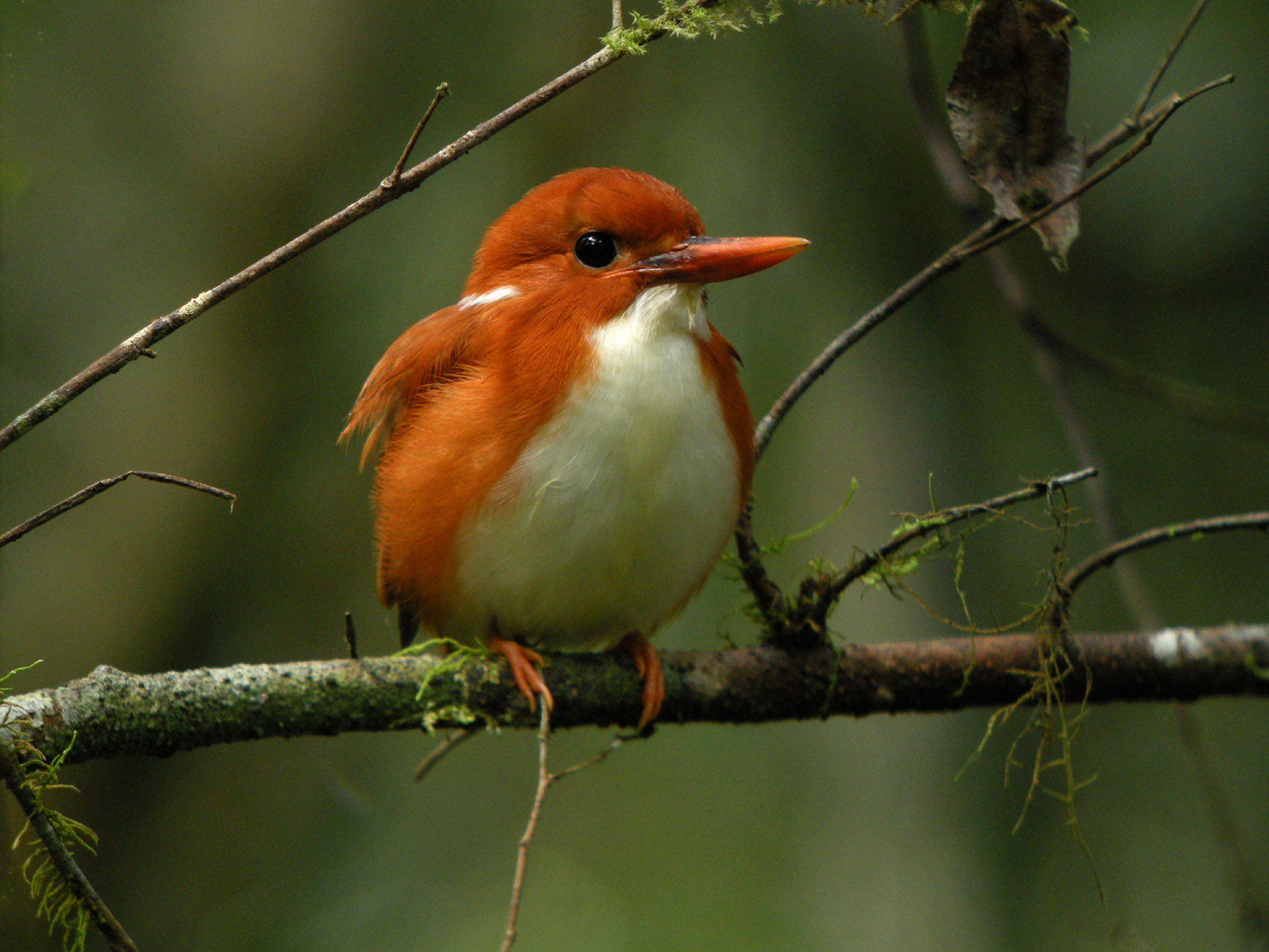
Corythornis madagascariensis

## Klimat
Klimat jest ciepły i wilgotny przez cały rok. Pora sucha trwa od kwietnia do grudnia, lecz nie mają miesięcy (lub tygodni), które są całkowicie bez deszczu. Średnia temperatura wynosi 14-20°C.

## Ludność
Na terenie parku żyją ludy Tanala oraz Betsileo.

## Turystyka
Dla turystów wytyczono 5 szlaków turystycznych na terenie parku, po których można chodzić z przewodnikiem. Biuro parku znajduje się w miejscowości Ambodiamontana, około 6 km od miasta Ranomafana.